# 2006年日本
這裡是指2006年的日本

## 國家領導人
- 天皇： 明仁
- 内閣總理大臣：小泉純一郎（自由民主黨）、 安倍晉三（自由民主黨）
- 内閣官房長官：安倍晉三（自由民主黨）、塩崎恭久（自由民主黨）
- 最高裁判所長官：町田顯、 島田仁郎
- 眾議院議長: 河野洋平（自由民主黨）
- 參議院議長: 扇千景

## 2006年的漢字
2006年日本的漢字是「命」，由於日本皇室新生命悠仁親王出生；校園霸凌問題導致學生自殺事件頻傳；多宗酒後駕車奪命意外；北海道佐呂間町的龍捲風造成重大傷亡。

## 大事記

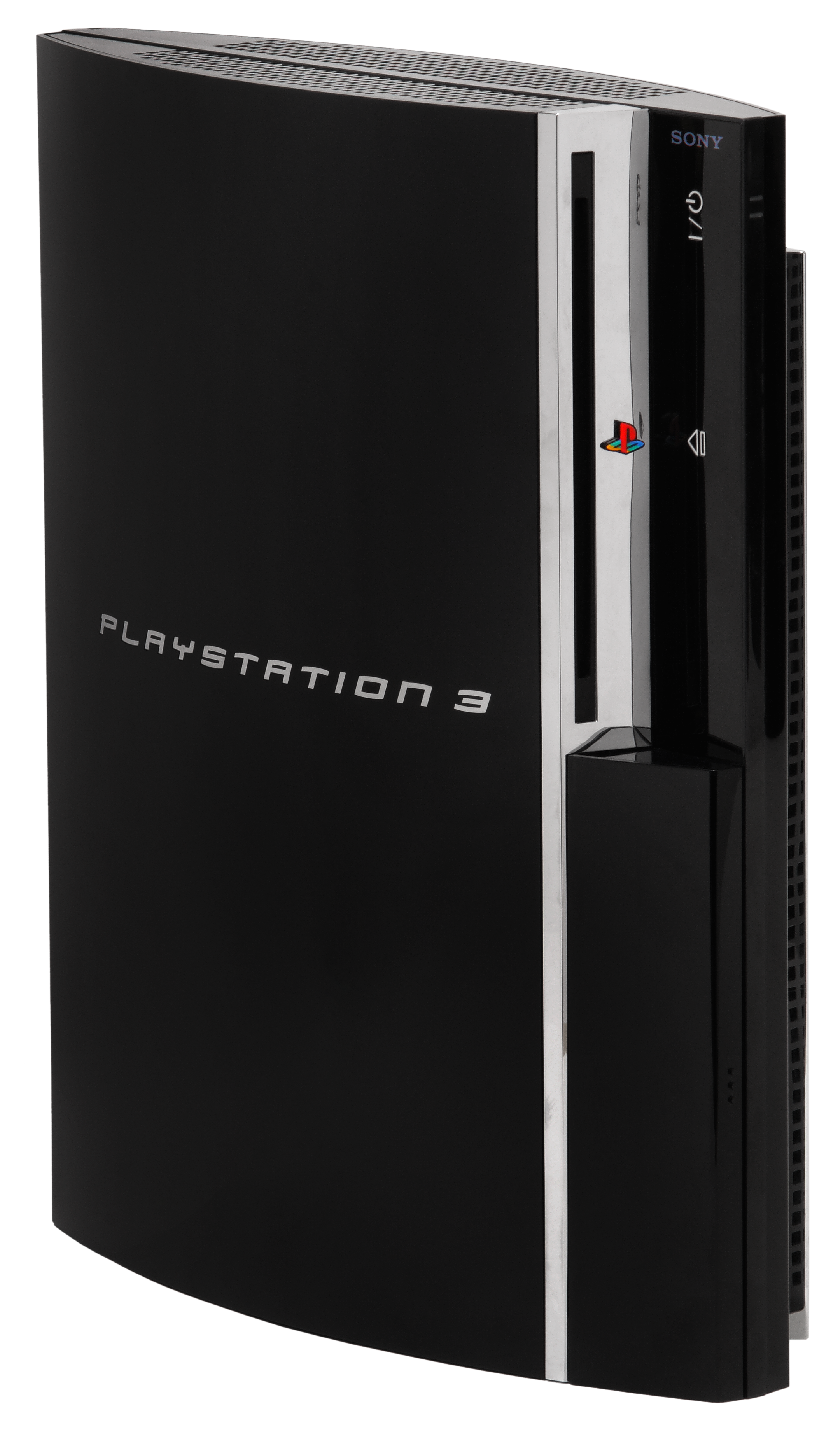
PlayStation 3

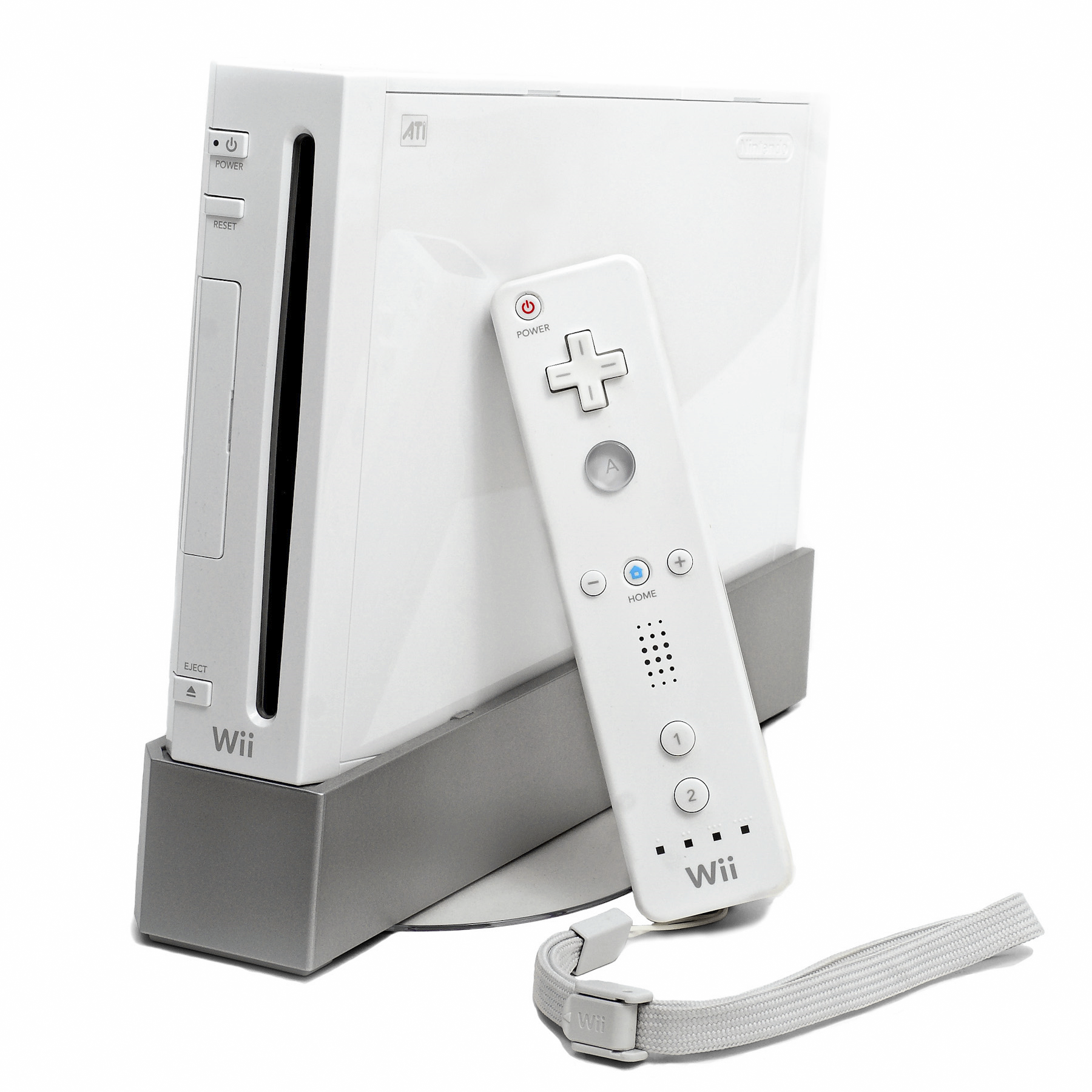
Wii

- 3月20日：日本棒球代表隊在首屆世界棒球經典賽冠軍戰中以10比6擊敗古巴隊，獲得冠軍。（詳細比數請見2006年世界棒球經典賽 (逐場比賽結果)）
- 11月11日：SONY開始在日本發售家庭用遊戲機「PlayStation 3」。
- 12月2日：任天堂開始在日本發售家庭用遊戲機「Wii」（※北美先於11月發售）。

## 出生
- 9月6日：悠仁親王，他是秋篠宮文仁親王與文仁親王妃紀子的第三個孩子，

## 逝世
- 4月12日：Kazuo Kuroki，日本男導演。
- 5月18日：Takahiro Tamura，日本男演員。（1928年出生）
- 5月28日：Masumi Okada，日本男演員。（1935年出生）
- 5月30日：今村昌平（Shohei Imamura），日本導演。（1926年出生）
- 7月21日：Makoto Iwamatsu，日本男演員。（1933年出生）